# ادبیات محور شرارت
ادبیات محور شرارت نام یک گلچین ادبی از داستان کوتاه، شعر و رمان است که توسط بیست نویسنده از هفت کشور جهان نوشته شده‌اند و به زبان انگلیسی ترجمه شدند. (غالباً برای دفعه اول) این اثر توسط نشریه Words Without Borders در سال ۲۰۰۶ منتشر شد.
آثار منتخب همگی از نیمه دوم قرن بیستم یا نیمه نخست قرن بیست و یک هستند و توسط هنرمندان و ادیبان اهل ایران، عراق، کره شمالی، سوریه، لیبی، سودان و کوبا نوشته شدند. نام اثر نیز به یکی از سخنرانی‌های رئیس‌جمهور آمریکا اشاره دارد که از این کشورها در زمرهٔ محور شرارت نام برد.

## فهرست نویسندگان و آثار
- ایران (ادبیات ایران)
  - هوشنگ مرادی کرمانی: "The Vice-Principal" (داستان کوتاه، ۱۹۷۹)
  - تیرداد ذوالقدر: بخشی از رمان A Little Less Conversation (2006)[۱]
  - احمد شاملو: "Existence" (شعر، ۱۹۵۷)
- عراق (ادبیات عراق)
  - صلاح الحمدانی: "Baghdad My Beloved" (شعر، ۲۰۰۳)
  - شیرکوه فتاح: excerpt from the novel At the Borderline (۲۰۰۱)
  - محسن رملی: excerpt from the novel Scattered Crumbs (اواخر دهه ۱۹۹۰)
  - سعدی یوسف: "Five Crosses" (شعر، ۱۹۶۱)
  - Fadhil Al-Azzawi: "Hameed Nylon", بخش اول رمان The Last of the Angels (۱۹۹۲)
- کره شمالی (ادبیات کره شمالی)
  - Kang Kwi-mi: "A Tale of Music" (short story, 2003)
  - Hong Seok-jung: excerpt from the novel Hwangjini (2002)
  - Lim Hwa-won: "The Fifth Photograph" (short story, 2001)
  - Byungu Chon: "Falling Persimmons" (poem, 1992)
- سوریه (Syrian literature)
  - حنا مینه: "On the Sacks" (short story, 1976)
  - سلیم برکات: excerpt from the novel Jurists of Darkness (1985)
- لیبی (Libyan literature)
  - Khamel al-Maghur: "The Soldiers' Plumes", excerpt from the شرح حال Stations (late 1990s or early 2000s)
  - Ashur Etwebi: "The Place Will Fit Everything" (poem)
- سودان (Sudanese literature)
  - تارک الطائب: "Coffee and Water" (شعر، ۱۹۹۹)
  - Tarek Eltayeb: "The Sweetest Tea with the Most Beautiful Woman in the World" (داستان کوتاه، ۱۹۹۳)
- کوبا (Cuban literature)
  - Anna Lidía Vega Serova: "Project for a Commemorative Mural (Mixed Media)" (poem, 2001)
  - Francisco García Gonzáles: "Women of the Federation" (short story, 2003)
  - Raúl Rivero: "I Don't Want Anyone Coming Around to Save Me" (poem, 2002)